# Bronzeschwanz-Smaragdkolibri

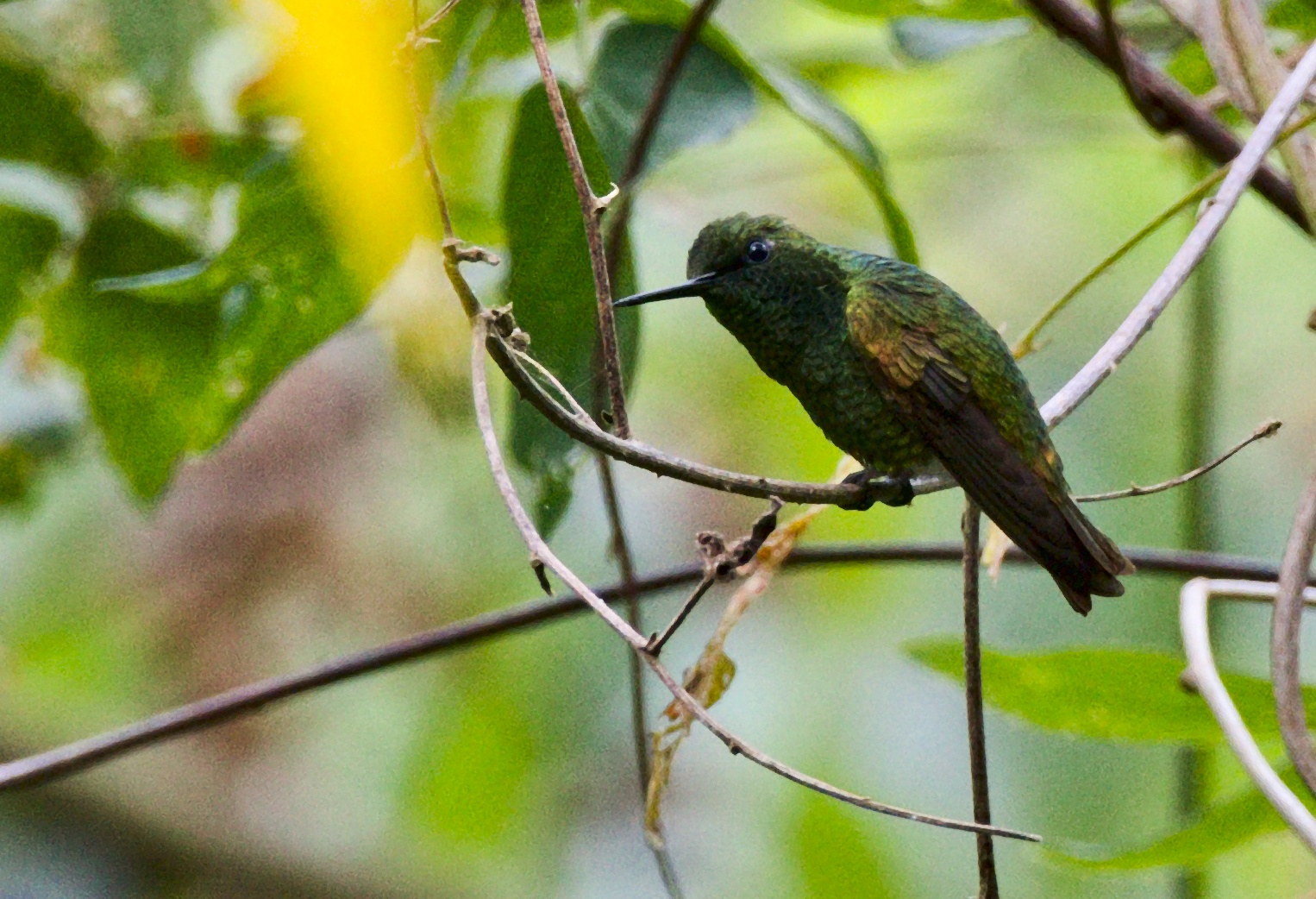
Bronzeschwanz-Smaragdkolibri

Der Bronzeschwanz-Smaragdkolibri oder Bronzekolibri (Chlorostilbon russatus) ist eine Vogelart aus der Familie der Kolibris (Trochilidae), die in Kolumbien und Venezuela verbreitet ist. Hier kommt er in der Sierra Nevada de Santa Marta und der Sierra de Perijá vor. Der Bestand wird von der IUCN als nicht gefährdet (Least Concern) eingeschätzt. Die Art gilt als monotypisch.

## Merkmale
Der männliche Bronzeschwanz-Smaragdkolibri erreicht eine Körperlänge von etwa 8 bis 8,5 cm, der weibliche von etwa 7 bis 7,5 cm bei einem Gewicht 3,2 bis 3,6 g. Das Männchen hat einen kurzen geraden schwarzen Schnabel. Der vordere Oberkopf, der Oberkopf und die Oberseite schimmern goldengrün. Die Oberschwanzdecken sind kupfergrün. Die Unterseite glitzert goldengrün. Der leicht gegabelte Schwanz ist goldenkupfern. Das Weibchen hat den gleichen Schnabel wie das Männchen. Der vordere Oberkopf und der Oberkopf, die Oberseite und die Oberschwanzdecken sind kupfergrün. Die Unterseite ist rauchgrau mit etwas grün an den Flanken. Der leicht gegabelte Schwanz ist grünlich kupferfarben. Alle zentralen Steuerfedern zieren eine kupferfarbene subterminale Binde mit hellen Spitzen. Immature Jungtiere ähneln den erwachsenen Weibchen, haben aber gelbbraune Fransen an den Kopffedern. Von seinen konspezischen Artgenossen unterscheidet er sich vor allem durch die starke Kupfertönung an den Schwanzdecken und Flügeldecken bei beiden Geschlechtern.

## Verhalten und Ernährung
Der Bronzeschwanz-Smaragdkolibri bezieht seinen Nektar von Pflanzen der Familien Hülsenfrüchtler, Rötegewächse, Helikonien und Gesneriengewächse. Als Trapliner fliegt er regelmäßig in rascher Folge ganz bestimmte verstreute Blüten an. Ebenso ernährt er sich von Insekten, die er im Flug jagd. Gelegentlich sammelt er sie, indem er die Insekten an der Pflanzenoberfläche klammernd absammelt. Das Futter sucht er sich in den unteren bis mittleren Straten in Höhen um 4 bis 12 Meter über dem Boden.

## Fortpflanzung
Die Brutzeit des Bronzeschwanz-Smaragdkolibris dauert von Mai bis Juni. Das kelchartige Nest wird in ca. 0,8 Meter über dem Boden an einem nach unten geneigten Ast angebracht. Dieses legt er mit Pflanzenmaterial aus. Ein Gelege besteht aus zwei Eiern. Die Brutzeit dauert zwischen 15 und 16 Tagen und die Eier werden ausschließlich vom Weibchen bebrütet. Die Küken sind dunkel grau mit zwei dunklen Rückenstreifen. Nach ca. 20 Tagen werden die Nestlinge flügge. Die erste Brut erfolgt im zweiten Lebensjahr des Bronzeschwanz-Smaragdkolibris.

## Lautäußerungen
Wenig ist über den Gesang des Bronzeschwanz-Smaragdkolibris bekannt. Bei der Nahrungsaufnahme gibt er wiederholte tsik oder tirk-Laute von sich.

## Verbreitung und Lebensraum

Verbreitungsgebiet des Bronzeschwanz-Smaragdkolibris

Der Bronzeschwanz-Smaragdkolibri bevorzugt Gestrüpp, Waldränder und Anbaugebiete wie Plantagen und Bauernhöfe in Höhenlagen von Meeresspiegel bis 2600 Meter. Am häufigsten kommt er in Höhenlagen von 500 bis 1700 Meter vor.

## Migration
Der Bronzeschwanz-Smaragdkolibri gilt als Standvogel, der als Strichvogel gelegentlich lokal in den Höhenlagen wandert. Die Wanderung erfolgt insbesondere nach der Brutsaison.

## Etymologie und Forschungsgeschichte
Die Erstbeschreibung des Bronzeschwanz-Smaragdkolibris erfolgte 1881 durch Osbert Salvin und Frederick DuCane Godman unter dem wissenschaftlichen Namen Panychlora russata. Die Typusexemplare stammten aus der Gegend von Manaure, San Sebastián de Buenavista und San Jose de Oriente und wurden von Frederick Adolphus Alexander Simon gesammelt. 1853 führte John Gould die neue Gattung Chlorostilbon ein. »Chlorostilbon« setzt sich aus den griechischen Worten »chlōros χλωρός« für »grün« und »stilbōn στίλβων« für »scheinend« zusammen. Die Griechen gaben dem Merkur den Beinamen Stilbōn was auf das Verb »stilb« für »blinken« zurückzuführen ist. Der Artname »russatus« leitet sich vom lateinischen »russus« für »rostbraun, rostrot« ab.